# ヴィンチェンツォ・グリフォ
- ヴィンチェンツォ・グリーフォ

ヴィンチェンツォ・グリフォ（Vincenzo Grifo 、1993年4月7日 - ）は、ドイツ・バーデン＝ヴュルテンベルク州プフォルツハイム出身でイタリア国籍のプロサッカー選手。イタリア代表。ブンデスリーガ・SCフライブルク所属。ポジションはMF。

## 経歴

### クラブ

#### 生い立ち
プフォルツハイムにて、イタリア人移民の子として生まれた。母親はプッリャ州、父親はシチリアのナーロ出身である。2011年にカールスルーエSCに加入した。

#### ホッフェンハイム
2012年7月、TSG1899ホッフェンハイムと2年契約を結んだ。加入当初、4部のレギオナルリーガに属するリザーブチームでプレーしていた。が、すぐにトップチームに昇格した。2012年10月19日、SpVggグロイター・フュルト戦で宇佐美貴史との交代で途中出場し、ブンデスリーガデビューを果たした。グリフォのプレーが評価され新たに2年契約を延長し、2012-13シーズンはリーグ戦で12試合に出場し、レギオナルリーガでは13試合5得点を記録した。2013年夏、トップチームに正式に昇格し背番号32が与えられた。2013-14シーズンは1.FCディナモ・ドレスデンに、2014-15シーズンはFSVフランクフルトにレンタル移籍し、フランクフルトでは35試合7得点を記録した
。

#### フライブルク
2015年7月、SCフライブルクに移籍した。移籍金は150万ユーロ。移籍初年度の2015-16シーズンは、クラブの重要な存在となり、リーグ戦31試合14得点を記録して、クラブの2.ブンデスリーガ制覇と1部昇格に貢献した。2016-17シーズンは、ブンデスリーガの開幕6試合で1得点4アシストを記録し、DFBボカールでは2試合で3得点を記録した。最終的に30試合に出場し6得点12アシストを記録した。SCフライブルクに在籍した2年間で61試合20得点を記録した。

#### ボルシア・メンヒェングラートバッハ
2017年5月28日、ボルシアMGに4年契約で移籍することが発表された。

#### ホッフェンハイム復帰
2018年6月11日、TSG1899ホッフェンハイムに復帰することが発表された。

#### フライブルク復帰
2019年1月6日、SCフライブルクにシーズン終了までのレンタル移籍で復帰することが発表された。
2019年9月2日、SCフライブルクに完全移籍することが発表された。2020-21シーズン、ブンデスリーガ第6位タイとなる10アシストを決めてチームに貢献した。

### 代表
2013年9月13日、アルベリゴ・エヴァーニ監督が率いるU-20イタリア代表に選出され、U-20スイス代表戦で初出場を果たした。2014年10月14日、ルイジ・ディ・ビアジョ監督が率いるU-21イタリア代表に初召集された。
2018年11月9日にイタリア代表の初招集を受けると、同月20日にヘンクで行われた親善試合のアメリカ合衆国戦で後半開始から交代出場し、代表デビューを果たした。2020年11月11日にアルテミオ・フランキで行われたエストニアとの親善試合では、前半14分に代表初ゴールとなる先制点を奪うと、さらに後半30分にも追加点のPKを沈め、ドッピエッタの活躍で4-0の勝利に貢献した。

## 個人成績
2018年5月19日現在
| クラブ                          | シーズン   | リーグ戦 | リーグ戦 | カップ戦 | カップ戦 | 国際大会 | 国際大会 | その他 | その他 | 合計 | 合計 |
| クラブ                          | シーズン   | 出場     | 得点     | 出場     | 得点     | 出場     | 得点     | 出場   | 得点   | 出場 | 得点 |
| ------------------------------- | ---------- | -------- | -------- | -------- | -------- | -------- | -------- | ------ | ------ | ---- | ---- |
| TSG1899ホッフェンハイム         | 2012–13    | 12       | 0        | 0        | 0        | —        | —        | —      | —      | 12   | 0    |
| 1.FCディナモ・ドレスデン (Loan) | 2013–14    | 13       | 1        | 0        | 0        | —        | —        | —      | —      | 14   | 1    |
| FSVフランクフルト (Loan)        | 2014–15    | 33       | 7        | 2        | 0        | —        | —        | —      | —      | 35   | 7    |
| SCフライブルク                  | 2015–16    | 31       | 14       | 1        | 0        | —        | —        | —      | —      | 32   | 14   |
| SCフライブルク                  | 2016–17    | 30       | 6        | 2        | 3        | —        | —        | —      | —      | 32   | 9    |
| SCフライブルク                  | クラブ通算 | 61       | 20       | 3        | 3        | —        | —        | —      | —      | 64   | 23   |
| ボルシアMG                      | 2017–18    | 17       | 0        | 1        | 0        | —        | —        | —      | —      | 18   | 0    |
| 通算                            | 通算       | 136      | 28       | 6        | 3        | —        | —        | —      | —      | 142  | 31   |

## タイトル

### クラブ
SCフライブルク
- 2.ブンデスリーガ：1回 (2015-16)